# Ploërmel

Ploërmel este o comună în departamentul Morbihan, Franța. În 1 ianuarie 2022 avea o populație de 10.021 de locuitori.